# 瓜皮萊斯區
瓜皮萊斯區（西班牙語：Guápiles），是哥斯達黎加的一個區，位於該國東部利蒙省，處於聖何塞東北面64公里，面積226.19平方公里，海拔高度268米，2010年人口36,469，人口密度每平方公里161.23人。